# Domeño
Domeño – gmina w Hiszpanii, w prowincji Walencja, we wspólnocie autonomicznej Walencja, o powierzchni 2,76 km². W 2011 roku liczyła 723 mieszkańców.